# شیخ شمس‌الدین
شیخ شمس‌الدین، روستایی از توابع بخش مرکزی شهرستان شوشتر در استان خوزستان بختیاری ایران است.

## جمعیت
این روستا در دهستان شهید مدرس قرار دارد و براساس سرشماری مرکز آمار ایران در سال ۱۳۸۵، جمعیت آن ۸۹۹ نفر (۱۶۹خانوار) بوده‌است.